# 切博克薩雷水庫
切博克薩雷水庫是俄羅斯的人工湖，位於伏爾加河中游，闊度16公里，面積2,190平方公里，最大水深35米，水庫沿岸城鎮有下諾夫哥羅德、切博克薩雷和科茲莫傑米揚斯克。